# Max Charles
Max Joseph Charles (Dayton, Ohio, 2003. augusztus 18. –) amerikai színész, szinkronszínész.
Legismertebb alakítása Kion a 2015 és 2019 között futó Az Oroszlán őrség című sorozatban. A Csőrös Harvey című sorozatban is szerepelt.

## Élete és pályafutása
Charles 2003. augusztus 18-án született Daytonba. Első szerepe az HBO-s True Blood – Inni és élni hagyni harmadik évadában szerepelt.
2012-ben ő alakította fiatal Peter Parkert A csodálatos Pókember című filmben.
A Nickelodeonos Csőrös Harvey című sorozatban a címszereplőnek adta a hangját.
Ő adta a hangját Kionnak a Disney Junioros Az Oroszlán őrség című sorozatban.

## Filmográfia

### Film
| Év   | Magyar cím                                    | Eredeti cím                        | Szerep                     | Magyar hang                    |
| ---- | --------------------------------------------- | ---------------------------------- | -------------------------- | ------------------------------ |
| 2017 | Scooby-Doo! Hajsza a vadnyugaton              | Scooby-Doo! Shaggy's Showdown      | Buddy G. (hang)            | Nagy Gereben                   |
| 2016 | Angry Birds – A film                          | The Angry Birds Movie              | Bobby (hang)               |                                |
| 2015 | A Büszke Birtok oroszlánőrsége: Kion üvöltése | The Lion Guard: Return of the Roar | Kion (hang)                | Nagy Gereben Ács Balázs (ének) |
| 2014 | Veszélyben az Északi-sark                     | Northpole                          | Kevin Hastings             | Pál Dániel Máté                |
| 2014 | Amerikai mesterlövész                         | American Sniper                    | Colton Kyle                | Ács Balázs                     |
| 2014 |                                               | The Last Survivors                 | Alby                       |                                |
| 2014 | Mr. Peabody és Sherman kalandjai              | Mr. Peabody & Sherman              | Sherman (hang)             | Zelei Dániel                   |
| 2014 | A csodálatos Pókember 2.                      | The Amazing Spider-Man 2           | Peter Parker gyerekkorában |                                |
| 2012 | A csodálatos Pókember                         | The Amazing Spider-Man             | Peter Parker 4 évesen      |                                |
| 2012 |                                               | Least Among Saints                 | Dylan                      |                                |
| 2012 | A dilis trió                                  | The Three Stooges                  | Peezer                     |                                |
| 2012 |                                               | Unstable                           | Oliver March               |                                |
| 2012 |                                               | Scent of the Missing               | Charlie Johnson            |                                |
| 2011 |                                               | My Life As an Experiment           | Cooper                     |                                |
| 2011 | Szellemes kölykök                             | Spooky Buddies                     | Joseph                     |                                |
| 2010 |                                               | November Christmas                 | Gordon Marks               |                                |

### Televízió
| Év        | Magyar cím                       | Eredeti cím                    | Szerep                      | Megjegyzések                                                                                 |
| --------- | -------------------------------- | ------------------------------ | --------------------------- | -------------------------------------------------------------------------------------------- |
| 2015–2019 | Az Oroszlán őrség                | The Lion Guard                 | Kion (hang)                 | főszereplő magyar hangja Nagy Gereben (1. évad) Draskóczy Balázs (2. évad) Ács Balázs (ének) |
| 2015–2017 | Mr. Peabody és Sherman show      | The Mr. Peabody & Sherman Show | Sherman (hang)              | főszereplő magyar hangja Berecz Kristóf Uwe                                                  |
| 2015–2017 | Csőrös Harvey                    | Harvey Beaks                   | Csőrös Harvey (hang)        | főszereplő magyar hangja Pálmai Szabolcs                                                     |
| 2015–2017 | The Strain – A kór               | The Strain                     | Zack Goodweather            | főszereplő                                                                                   |
| 2015      |                                  | Childrens Hospital             | Billy                       | 1 epizód: With Great Power...                                                                |
| 2015      | Laborpatkányok                   | Lab Rats                       | Spin                        | 7 epizód                                                                                     |
| 2014      |                                  | Elf: Buddy's Musical Christmas | Michael Hobbs (hang)        | televíziós különkiadás                                                                       |
| 2014      |                                  | Constantine                    | Henry                       | 1 epizód: Rage of Caliban                                                                    |
| 2014      | Korra legendája                  | The Legend of Korra            | Skeptical Spirit (hang)     | 1 epizód: Korra magára maradt                                                                |
| 2014      | Született detektívek             | Rizzoli & Isles                | Kevin Silver                | 1 epizód: Egy bohóc könnyei                                                                  |
| 2013–2019 | Amerikai fater                   | American Dad!                  | Camper (hang)               | 5 epizód                                                                                     |
| 2013      | A Hathaway kísértetlak           | The Haunted Hathaways          | Teddy Munroe                | 1 epizód: Szellemes sütis bödön                                                              |
| 2012–2018 | Family Guy                       | Family Guy                     | különböző karakterek (hang) | 10 epizód                                                                                    |
| 2012–2016 | Kalandra fel!                    | Adventure Time                 | különböző karakterek (hang) | 4 epizód                                                                                     |
| 2012–2014 | Szomszédok az űrből              | The Neighbors                  | Max Weaver                  | főszereplő magyar hangja Berecz Kristóf Uwe                                                  |
| 2012      |                                  | Robot Chicken                  | gyerek (hang)               | 1 epizód: Executed by the State                                                              |
| 2012      | Jessie                           | Jessie                         | Axel                        | 1 epizód: Hazugságok világhálója                                                             |
| 2011–2015 |                                  | Super Spies                    | Jake                        | főszereplő                                                                                   |
| 2011      | Vérmes négyes                    | Hot in Cleveland               | Marcus                      | 1 epizód: Elka's Snowbird                                                                    |
| 2011      | Balfékek                         | Community                      | Pierce fiatalon             | 1 epizód: Haladó celebgyógyszertan                                                           |
| 2010      | Nevelésből elégséges             | Raising Hope                   | fiú tanuló                  | 1 epizód: Blue Dots                                                                          |
| 2010      | True Blood – Inni és élni hagyni | True Blood                     | Hunter Savoy                | 1 epizód: Everything Is Broken                                                               |